# Glenna Vare
Pour les articles homonymes, voir Collett.
Glenna Vare, née (Collett) le 20 juin 1903 et morte le 3 février 1989, était une golfeuse américaine qui a dominé le golf féminin dans les années 1920.
Née à New Haven, Glenna Collet grandit à Providence où elle exerçait de nombreuses activités sportives tels la natation ou le plongeon. À 14 ans, elle fait ses débuts au golf et après deux années où elle développe ses qualités s'inscrit à 19 ans à son premier Championnat amateur de golf des États-Unis. Alors que le golf n'est pas encore professionnel, ce tournoi est considéré alors comme le plus prestigieux du pays. En 1922, elle remporte le premier de ces six championnats des États-Unis.
Glenna Collett Vare décède en 1989 à Gulfstream en Floride. 

## Palmarès
- Vainqueur du Championnat amateur de golf des États-Unis : 1922, 1925, 1928, 1929, 1930 et 1935.